# Grève de la Writers Guild of America de 2023
Pour les articles homonymes, voir Grève de la Writers Guild of America.
 (juillet 2023).
La mise en forme du texte ne suit pas les recommandations de Wikipédia : il faut le « wikifier ».
Les points d'amélioration suivants sont les cas les plus fréquents. Le détail des points à revoir est peut-être précisé sur la page de discussion.
- Les titres sont pré-formatés par le logiciel. Ils ne sont ni en capitales, ni en gras.
- Le texte ne doit pas être écrit en capitales (les noms de famille non plus), ni en gras, ni en italique, ni en « petit »…
- Le gras n'est utilisé que pour surligner le titre de l'article dans l'introduction, une seule fois.
- L'italique est rarement utilisé : mots en langue étrangère, titres d'œuvres, noms de bateaux, etc.
- Les citations ne sont pas en italique mais en corps de texte normal. Elles sont entourées par des guillemets français : « et ».
- Les listes à puces sont à éviter, des paragraphes rédigés étant largement préférés. Les tableaux sont à réserver à la présentation de données structurées (résultats, etc.).
- Les appels de note de bas de page (petits chiffres en exposant, introduits par l'outil «  Source ») sont à placer entre la fin de phrase et le point final[comme ça].
- Les liens internes (vers d'autres articles de Wikipédia) sont à choisir avec parcimonie. Créez des liens vers des articles approfondissant le sujet. Les termes génériques sans rapport avec le sujet sont à éviter, ainsi que les répétitions de liens vers un même terme.
- Les liens externes sont à placer uniquement dans une section « Liens externes », à la fin de l'article. Ces liens sont à choisir avec parcimonie suivant les règles définies. Si un lien sert de source à l'article, son insertion dans le texte est à faire par les notes de bas de page.
- La présentation des références doit suivre les conventions bibliographiques. Il est recommandé d'utiliser les modèles {{Ouvrage}}, {{Chapitre}}, {{Article}}, {{Lien web}} et/ou {{Bibliographie}}. Le mode d'édition visuel peut mettre en forme automatiquement les références.
- Insérer une infobox (cadre d'informations à droite) n'est pas obligatoire pour parachever la mise en page.

Pour une aide détaillée, merci de consulter Aide:Wikification.
Si vous pensez que ces points ont été résolus, vous pouvez retirer ce bandeau et améliorer la mise en forme d'un autre article.
La grève de la Writers Guild of America de 2023 est un conflit de travail entre la Writers Guild of America (WGA) — qui représente 11 500 scénaristes — et l'Alliance of Motion Picture and Television Producers (en) (AMPTP). Elle a débuté le 2 mai 2023 à 0h01 PDT,, et s'est terminée le 27 septembre 2023 à 12h01 PDT.
La grève est la plus grande interruption de la production télévisuelle et cinématographique américaine depuis la pandémie de Covid-19 en 2020, ainsi que le plus grand arrêt de travail de la WGA depuis la grève de 2007-2008,. Depuis le 14 juillet 2023, elle coïncide avec la grève de 2023 de la SAG-AFTRA dans le cadre des conflits de travail de 2023 à Hollywood.

## Enjeux de la grève

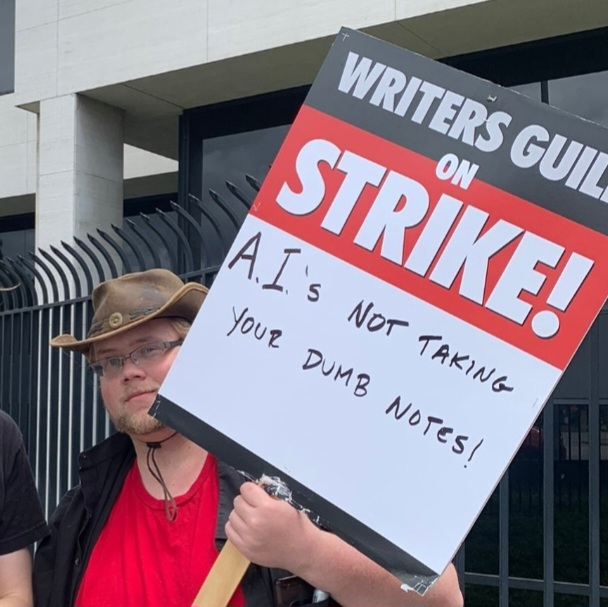
Un grèviste à Universal City, en Californie, porte une pancarte qui tourne en dérision les propositions des studios de cinéma de remplacer les scénaristes par l'IA générative.

L'un des principaux points d'attention dans le conflit de travail est la paie de droits résiduels provenant des médias en continu ; la WGA affirme que la part de l'AMPTP de ces droits a contribué de façon significative à une réduction des revenus moyens des auteurs par rapport à il y a dix ans,. Les écrivains souhaitent également que l'intelligence artificielle telle que ChatGPT ne soit utilisée que comme un outil pouvant aider à la recherche ou faciliter les idées de scénario et non comme un outil pour les remplacer.
Le 2 mai 2020, le dernier Minimum Basic Agreement (MBA) est devenu la convention collective couvrant la majeure partie du travail effectué par les scénaristes de la WGA,. Le Minimum Basic Agreement était un accord établissant un salaire minimum pour les scénaristes de télévision et de cinéma. À la télévision, le Minimum Basic Agreement ne s'appliquait qu'aux scénaristes d'émissions télévisées et non à ceux de la télévision en continu, par exemple, entre les talk-shows de fin de soirée produits pour la télévision, comme The Late Show with Stephen Colbert par CBS, et The Problem avec Jon Stewart, produit pour la diffusion en continu par Apple TV+. Les scénaristes qui travaillaient pour The Problem n'étaient pas couverts par le MBA et devaient donc négocier individuellement leur salaire avec la société de diffusion en continu, ce qui explique qu'ils étaient moins bien payés que les scénaristes qui écrivaient pour The Late Show tout en effectuant la même quantité de travail. Cette tendance s'est confirmée pour d'autres émissions des deux catégories. Le MBA a expiré le 1ᵉʳ mai 2023.
La WGA a estimé que ses propositions rapporteraient aux scénaristes environ 429 millions de dollars par an, tandis que l'offre de l'AMPTP rapporterait 86 millions de dollars,.
L'un des points litigieux est le fait que la Guilde souhaite que des conditions de « dotation obligatoire » et de « durée d'emploi » soient ajoutées à leur contrat, ce qui exigerait que toutes les émissions soient dotées d'un nombre minimum de scénaristes pour une durée minimum, « que ce soit nécessaire ou non » selon l'AMPTP,.
Une autre proposition importante défendue par la WGA consiste à garantir que chaque membre d'une équipe de scénaristes reçoive sa propre pension et son propre fonds de soins de santé. L'AMPTP a rejeté cette proposition et n'a pas fait de contre-proposition. Dans le même temps, la WGA et l'AMPTP ont conclu un accord provisoire prévoyant que 0,5 % des minima négociés pour tous les minima de la WGA soit transféré dans les fonds de pension et de santé.

## Négociations et grève

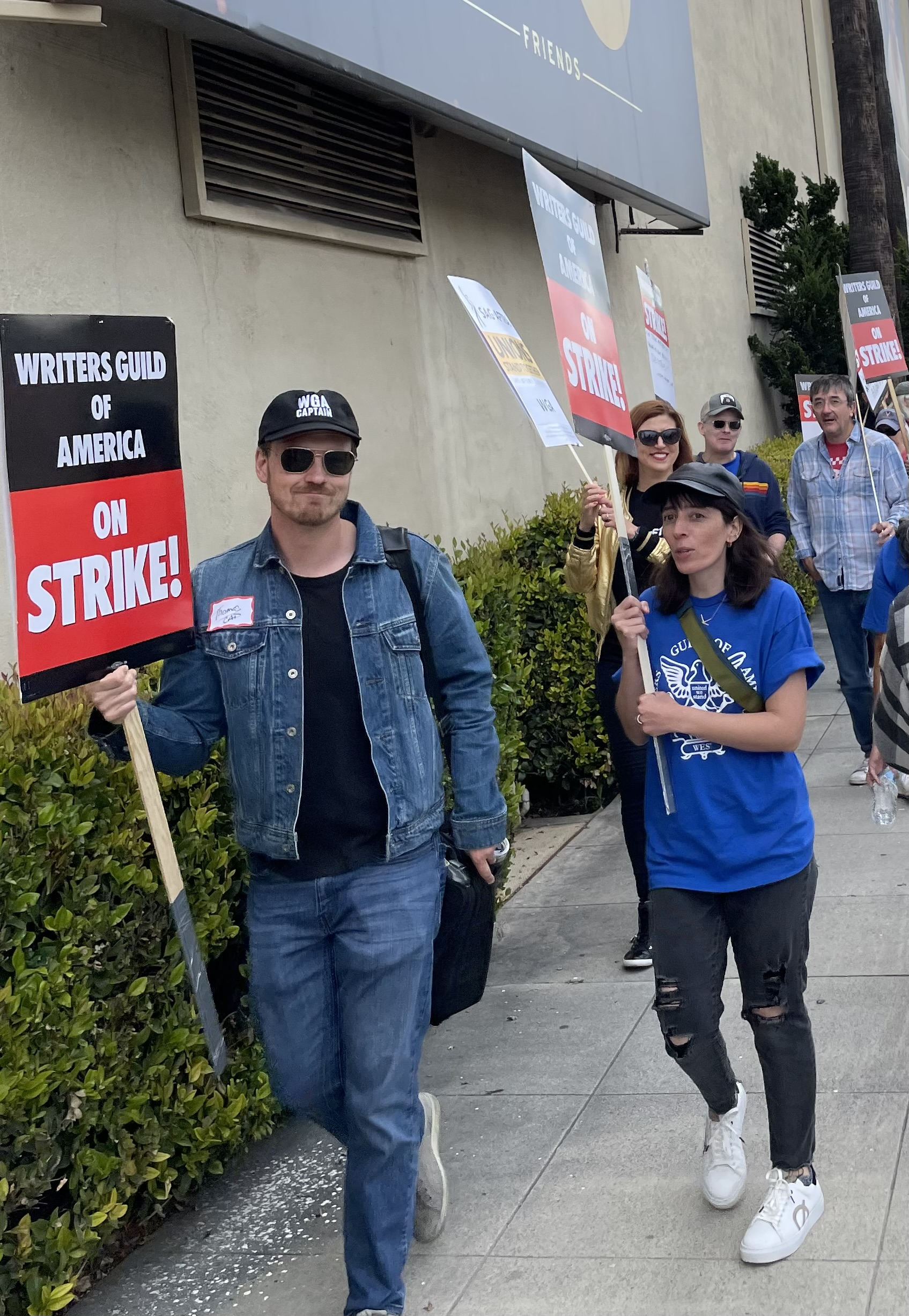
Un capitaine de grève dirige les grévistes de la WGA devant les studios Warner Bros.

Le 18 avril 2023, 97,85 % des membres de la Writers Guild of America (WGA) ont voté en faveur d'une grève s'ils ne parvenaient pas à un accord satisfaisant avec l'Alliance of Motion Picture and Television Producers (AMPTP), qui représente les principaux studios de cinéma et de télévision de Hollywood, avant le 1ᵉʳ mai. L'AMPTP a engagé de longues négociations avec la WGA au nom d'Amazon Studios (ainsi que de MGM Holdings), Apple Studios, Lionsgate, NBCUniversal, Netflix, Paramount Global, Sony Pictures Entertainment, The Walt Disney Company et Warner Bros. Discovery (WBD), mais n'est pas parvenue à un accord avant la date limite fixée. En conséquence, les dirigeants de la Writers Guild of America, West (WGAW) et de la Writers Guild of America, East (WGAE) ont approuvé à l'unanimité une grève la veille du 2 mai, la première du genre depuis la grève de 2007-2008, quinze ans auparavant.
Selon le Hollywood Reporter, la WGA a établi des règles préventives pour les auteurs en grève. Selon la Guilde, les auteurs ne peuvent pas « écrire, réviser, présenter des textes, ou discuter de nouveaux projets avec des compagnies membres de l'AMPTP.».
La Guilde des auteurs a également noté que les podcasts de fiction produits par des compagnies contre lesquelles les membres étaient en grève devraient cesser leurs activités. La WGA espère que les auteurs de séries animées n'étant pas couverts par la WGA mais par la Guilde de l'Animation se tourneraient vers la WGA à savoir si leur travail nuirait à leur initiative. La WGA ne peut pas punir les auteurs non-membres qui poursuivaient leurs activités pour des compagnies adverses, mais elle leur refusera le statut de membre WGA dans le futur.
Le 2 mai 2023 à 13h, la WGA a demandé à ses membres de commencer à établir des piquets de grève. Le piquetage a eu lieu devant les studios Amazon/Culver, MGM, CBS, Disney, Netflix, Paramount, HBO, NBC Universal, Steiner et beaucoup d'autres. Durant la grève, la WGA a demandé à ces membres en difficulté financière de soumettre une application au Entertainment Community Fund, une association dévouée à aider les membres de la communauté artistique à trouver un logement abordable, garder une couverture d'assurance, et recevoir une certaine couverture d'assurance pour les plus âgés. Le 10 mai, des sources rapportent que des membres avaient contribué 1,7 million de dollars avait été versés au  Entertainment Community Fund. On compte J. J. Abrams, Greg Berlanti, Adam McKay, Ryan Murphy, Shonda Rhimes, Michael Schur, et John Wells parmi les contributeurs les plus connus.
Le piquetage a dû être suspendu les 7 et 8 juin 2023 dans le nord-est des États-Unis, surtout dans la ville de New York, en raison de la mauvaise qualité record de l'air, due aux feux de forêt au Canada. L'amélioration de la qualité de l'air le 9 juin a permis à la grève de suivre son cours.
Le 9 juin 2023, Lionsgate a suspendu Ian Woolf, un réalisateur sur la série BMF à la suite d'une altercation avec les grévistes manifestant à l'extérieur des studios où la série est filmée. Selon les témoignages de Gabriel Alejandro Garza et Tom Smuts, deux scénaristes présents, Woolf a tenté d'intimider Garza et Brian Egeston qui manifestaient tous deux sur le trottoir, en dirigeant sa voiture et accélérant droit sur eux, faisant un arrêt brusque alors que la collision était imminente. Woolf a d'abord déclaré ne pas les avoir vus, pour ensuite admettre avoir voulu effrayer les deux hommes. Selon, Smuts, Woolf a ensuite tenté de convaincre, en vain, les membres du syndicat Teamster 728 de passer le piquetage. Lionsgate a déclaré dans un communiqué qu'ils « prenaient les actes d'intimidation et les menaces de violence très au sérieux et examineraient les faits de façon exhaustive. Durant l'enquête interne, l'individu en question a été renvoyé chez lui ». La WGA a elle aussi publié un communiqué disant : « Les travailleurs ne devraient pas être victimes de menaces physiques durant l'exercice de leur droit de manifester contre une rémunération insuffisante et des conditions de travail inacceptables.».
Le 12 juillet 2023, Deadline rapportait que l'AMPTP aurait l'appui de distributeurs ainsi que de Wall Street, leur stratégie première étant « au moins quatre mois de grève ». Selon une source anonyme, l'AMPTP anticiperait que les auteurs n'auraient plus de sources de revenus d'ici octobre, et ne pourraient plus ainsi payer leurs loyers, ce qui forcerait les négociations à reprendre, et les auteurs à accepter des conditions moindres. Une source anonyme L'AMPTP réfute l'utilisation de cette stratégie, maintenant qu'ils souhaitent une résolution rapide du conflit,.
Le 24 septembre, la WGA annonce avoir conclu un accord avec les studios de cinéma, promouvant « des gains significatifs et des protections pour les scénaristes dans tous les secteurs d'activité des membres ». Les piquets de grève sont levés, mais le syndicat n'autorise pas encore la reprise du travail et continue la grève. Le 27 septembre 2023, la WGA annonce la fin de la grève, après un accord conclu avec  l'AMPTP (en). Du 2 au 9 octobre, les membres de la Writers Guild of America, West et de la Writers Guild of America, East votent afin de ratifier l'accord,.

## Comité de négociation de la WGA
La WGA a nommé les membres de son comité de négociation en novembre 2022, avec David Young comme négociateur en chef. En février 2023, Ellen Stutzman a pris la relève en tant que négociatrice en chef de la WGA.

## Productions affectées
De nombreux films, émissions de télévision et podcasts ont été touchés par la grève ; certains ont été contraints de poursuivre la production sans scénaristes, tandis que d'autres ont été complètement interrompus. Les projets qui n'ont pas été affectés étaient soit déjà écrits avant le 2 mai, soit en grande partie non scénarisés, soit dépendaient d'un personnel non syndiqué,.
Cependant, d'autres projets dont les scénarios étaient terminés ont été reportés ou annulés en raison des piquets de grève dressés par le syndicat pour perturber les productions.

## Réactions
Le 6 juillet 2023, Hollywood Reporter rapporte que l'auteur et réalisateur Ryan Murphy prévoyait poursuivre Warren Leight, le directeur de la grève sur la côte Est, tel qu'indiqué dans une lettre de l'avocat de Murphy adressée à la direction de la WGA. Le mois précédent, Leight avait fait des commentaires sur Twitter affirmant que les travailleurs impliqués sur American Horror Story deviendraient persona non grata s'ils étaient impliqués dans la grève. Un représentant de Murphy a démenti ces allégations, tout comme Leight, qui a corroboré que le tweet n'était pas basé sur des faits, avant de quitter son poste au sein de la grève. Les autres directeurs de grève de la WGA ont perçu la démission de Leight comme résultant d'un geste d'intimidation de la part de l'équipe juridique de Murphy. En date de juillet, seulement quatre séries restent en production sur la côte est, dont trois étant dirigées par Murphy. Murphy est lui-même membre de la WGA Ouest, mais son support quant à la grève demeure incertain. La WGA demande cependant à ses membres de ne pas se laisser distraire par cet épisode, plutôt que sur la pression à exercer sur l'AMPTP.

### Les acteurs pendant la grève de la WGA
La présidente de SAG-AFTRA, Fran Drescher, et le vice-président exécutif, Ben Whitehair, ont participé au piquet de grève de la WGA en mai. Un nombre important d'autres acteurs ont également rejoint les piquets de grève ou ont exprimé leur soutien à la grève de la WGA.
Drew Barrymore s'est retirée de l'animation des MTV Movie & TV Awards 2023 en soutien à la grève de la WGA, et Jennifer Coolidge, Joseph Quinn et Pedro Pascal ont exprimé leur soutien à la grève dans leurs discours préenregistrés lors de la cérémonie.
Seth Meyers s'est exprimé en faveur de la grève lors du segment « Corrections » de son émission Late Night with Seth Meyers quelques jours avant le début de la grève. Mayim Bialik a également quitté l'émission Jeopardy! pendant la dernière semaine de tournage, mais la production s'est poursuivie avec Ken Jennings comme animateur.
La grève a également été évoquée lors des conférences de presse du Festival de Cannes 2023. Sean Penn, Ethan Hawke, Paul Dano et Kathleen Kennedy exprimant leur soutien.
Snoop Dogg s'est exprimé en faveur de la grève lors d'une table ronde au Milken Institute et a établi un parallèle avec les conflits de rémunération entre les artistes musicaux et les plateformes de diffusion en continu.
Le 13 juillet 2023 à Londres, lors de l'avant-première du film Oppenheimer de Christopher Nolan, les acteurs Cillian Murphy, Emily Blunt, Matt Damon, Florence Pugh et Robert Downey Jr ont quitté la salle avant la projection du film. Ils ont expliqué les raisons de ce départ en mettant en avant la nécessité de préparer leur pancarte en vue de l'entrée en grève imminente des acteurs,,.
Le 13 juillet 2023 au soir, la grève des acteurs de Hollywood a été annoncée,. Dès lors, les acteurs américains se joignent au combat des scénaristes, dans le but notamment d'obtenir une meilleure rémunération.
La comédie fantastique Le Manoir hanté est le premier film dont le tapis rouge s'est fait sans ses comédiens depuis le lancement de la grève des acteurs.

### Réactions de représentant élus
Plusieurs élus se sont joints au piquetage ou ont publiquement exprimés leur support envers le WGA.
- Konstantine Anthony, maire de Burbank, Californie[45]
- Laura Friedman, membre du 44e district de l'assemblée d'État de la Californie
- Adam Schiff, représentant du Trentième district congressionnel de Californie

### Autres syndicats
Dans un communiqué du 18 avril 2023, la présidente de la Directors Guild of America (DGA), Lesli Linka Glatter a précisé aux membres que la DGA ne pourrait pas forcer ses membres à retourner au travail durant une grève de la WGA. Par contre, elle a également précisé que si des membres de la DGA ne s'acquittent pas des services couverts par la DGA, ils pourraient être renvoyés.
Avant la grève, la cellule 399 de la Fraternité internationale des Teamsters a émis un avis selon lequel ses membres ne devraient pas se joindre à l'action collective, mais les informant qu'ils seraient protégés par leur contrat dans la fraternité si jamais ils refusaient de passer les lignes de piquetage. À un rally de la WGA le 3 mai 2023, Lindsay Dougherty, cheffe de la cellule 399, a affirmé que la fraternité ne pouvait pas se joindre à la grève en geste de solidarité à cause d'un contrat en place jusqu'en 2024. Cela dit, la cellule 399 ne franchirait pas le piquet de grève.